# Egypten ved sommer-OL 1928
Egypten deltager i Sommer-OL 1928 i Amsterdam. 32 sportsudøvere fra Egypten deltog i fem sportsgrene under Sommer-OL 1928 i Amsterdam. Egypten kom på en syttende plads med to guld, en sølv og en bronzemedalje. 

## Medaljer
| 1928    | Guld | Sølv | Bronze | Total |
| Egypten | 2    | 1    | 1      | 4     |

### Medaljevindere
| Egypten under OL 1928 i Amsterdam | Egypten under OL 1928 i Amsterdam | Egypten under OL 1928 i Amsterdam | Egypten under OL 1928 i Amsterdam | Egypten under OL 1928 i Amsterdam |
| Medalje                           | Udøver                            | Sport                             | Øvelse                            | Resultat                          |
| --------------------------------- | --------------------------------- | --------------------------------- | --------------------------------- | --------------------------------- |
| Guld                              | Ibrahim Moustafa                  | Brydning                          | græsk-romersk stil, Letsværvægt   |                                   |
| Guld                              | Sayed Nosseir                     | Vægtløfting                       | Letsværvægt                       | 355,0 kg                          |
| Sølv                              | Farid Simaika                     | Udspring                          |                                   | 172,46                            |
| Bronze                            | Farid Simaika                     | Udspring                          |                                   | 99,58                             |

## Links
- http://www.aafla.org/5va/reports_frmst.htm Arkiveret 4. februar 2012 hos  Wayback Machine
- http://www.olympic.org/athletesArkiveret+29.+maj+2013+hos++Wayback+Machine